# 飛影 (幽☆遊☆白書)
飛影（ひえい）は、冨樫義博の漫画『幽☆遊☆白書』およびそれを原作としたアニメや映画に登場する架空の人物。担当声優は檜山修之。実写ドラマ版の演者は本郷奏多。

## 概要
浦飯幽助の戦友。元は魔界でも名を馳せた盗賊。雪菜の双子の兄。額に後天的に身に付けた第三の眼・邪眼があり、体術をはじめとした炎の妖術と剣術を使う。冨樫はメインキャラ4人の中で彼を「憎まれ口をたたく素直じゃない子供」と説明しているが実年齢は不明。双子の雪菜が分裂期を迎えていないことから少なくとも100歳には達しておらず、A級妖怪になったのは5歳であり、蔵馬と出会ってから幽助と出会うまで1年の時間経過があることから最低でも6歳は超えている。身長は池乃めだかくらいと形容されるほど小柄。アニメでは雪菜と同じ身長に設定されている。
炎のように逆立った黒い髪と切れ上がった大きな三白眼、小さな鼻と口が特徴的。アニメでは赤い瞳をしている。身につける服は黒と白が基調。主に白いスカーフに腰のくびれた黒いコート、黒のパンツ、黒のブーツという出で立ちである（アニメ版ではコートの裏地は真紅）。コートの中は黒いノースリーブの戦闘服が主であるが何も着用せず、上半身裸という格好も少なくない。白の長袖を着用したこともある。炎殺黒龍波を極めてからは右腕に黒龍のアザがつき、包帯（忌呪帯法）を巻いて封じている。
流浪の人生の中で得た数少ない仲間は浦飯幽助と蔵馬と桑原和真。彼ら3人とは根底で繋がっており、魔界に帰ってからもまた2、3年したら会ってやらなくもないと思っている。また「審判の門」にて幽助が選択を迫られ、他の仲間たちが皆を安全な場所に避難させる中、陰ながらコエンマと共に最後まで彼の傍で生死を共にしていた。最終的には軀の側近の地位に落ち着いている。
ジャンケンやTVゲームなどの人間界の娯楽に関しては無知であり、全て蔵馬から説明を受けている。また人間界では木の上で寝泊まりしている。
名前の由来は作者の冨樫は「思いつき」、後年「山から取った」という説を否定し、「感覚で選んだ音に漢字を当てた」とのこと。モデルは『パタリロ!』に登場するスカンキー。また冨樫は、飛影を仲間にするのは未定だったと語っており、当初は蔵馬を仲間にする前提で話を進めていたら、当時の担当編集の高橋俊昌に「こっちじゃない?」と飛影を指摘され、あぁこいつもあるのか、くらいのつもりでいたという。
ミュージックバトル1の暗黒音楽会ではベースを担当。また、音痴克服メトロノームで改善されるまでは木琴しか叩けなかった。
キャラクター人気投票では第1回・第2回とも1位。

## 性格
初登場した盗賊編では饒舌かつ挑発的という小悪党だったが、四聖獣編で再登場してからはそのような面は見られなくなった。自分の生まれ育った環境の影響か尊大で冷たく、他人と関わらない性格であり、冷血非道な印象が強いが幽助たちとの絆や雪菜への兄妹愛は強い。ぶっきらぼうながらも気遣いや優しさを見せる時もある。

## 来歴
母親は雪菜と同じ種族・氷女（こおりめ）の氷菜（ひな）。父親は不明。生まれた時から強力な炎の妖気を身にまとっていた（そのため呪符で包まれ、妖気を抑えた状態でないと氷女が彼を抱えることは出来なかった）。母親の形見（一粒の氷泪石）と共に生後まもなく天空の氷河の国から魔界の森に投げ落とされた。この時から自分を追放した氷河の国の女を皆殺しにすることを生きる目標とした。
その後盗賊に拾われ飛影と名づけられ、自身も盗賊を生業とする。幼いころは血と暴力を好む残忍な性格の子供であり、氷泪石が至宝で狙われやすいのを逆手にとって妖怪たちを誘き寄せては殺戮に明け暮れる生活を続け、生まれて5年目にはA級妖怪まで妖力が上がっていた。次第に地元の盗賊たちからも恐れられ、避けられる。
氷泪石を眺める時間が増えたことにより石の持つ心の浄化作用によっていつしか純粋に故郷への思いを馳せるようになる。土地を移れば敵も変わる。ある時強敵と戦っている最中に不覚をとり、氷泪石を失くす。以後、妹のいる氷河の国と紛失した母親の形見の氷泪石の2つを見つけ出すことが生きる目的へと変わる。
「もっとよく見える目」が必要であったために魔界整体師・時雨の手術を受けて第三の目・邪眼を手に入れる。この手術はかなりの激痛を伴う（切り傷をナイフでグリグリする万倍の痛み）上に最下級まで妖力が落ちるという過酷なものだったが、一瞬の油断で氷泪石を失くした自分自身が許せなかったために自分で自分を罰するという意味でも都合が良かった。時雨へ払う手術代は「妹を見つけても兄と名乗らない」こと（本人は最初から名乗るつもりはないと宣言）。手術後、D級にまで低下した妖力を見かねた時雨の許で剣術を学び、剣の腕前を上げた。
千里眼で氷河の国は難なく見つかるが、氷女は皆どこか暗くいじけて見えたために復讐は頓挫。氷河の国に隠密で帰郷した際、妹の情報を仕入れると同時に母親の墓も訪れていた（アニメでは泪に道案内をさせた）。母である氷菜はアニメでは自ら命を絶っている（原作では自殺ではなく男児を産んだ氷女はその直後に例外なく死ぬという設定になっている）が、母親の墓標を前にしても憤ることもなく、これが母親の意志だったのだろうと受け入れた。
雪菜を探すべく人間界を訪れる。雪菜が2年前に失踪していた（実際は5年前に人間たちに捕らえられていた）ことを知り雪菜を探す中、妖怪八つ手との戦いがきっかけで蔵馬と知り合う。それから1年後、蔵馬と剛鬼と共に霊界の三大秘宝を盗み出し、自身は降魔の剣を所持。秘宝奪還の任を受けた幽助との戦いでは幽助が奪還した秘宝も手に入れるべく螢子を捕らえた上に降魔の剣で螢子を妖怪に変えようとする。怒りで力が高まった幽助相手に邪眼の力で変身して一度は追い詰めながらも助けに来た蔵馬が身代わりになった上、彼の血を邪眼に付けられたことで力が低下。最終的には霊丸を暗黒鏡で反射させるという幽助の機転に敗北・逮捕された。この時点でのランクはD級の上位。
魔回虫事件において霊界からの刑罰免除と四聖獣の宝を目的に幽助の助っ人として蔵馬と共に派遣される。幽助への敵意は健在であったが裏切りの門において幽助の人柄に感化されてからは幽助を認めるようになり、青龍の行いに怒る幽助に対し「その怒りは朱雀を倒すのにとっておけ」と彼を制止し、自分が戦った。青龍戦後、養殖人間軍団が朱雀のいる塔への行く手を阻んだ際には幽助を朱雀の許に向かわせるための道を作る案を出す。
雪菜が垂金に幽閉されていることを知ると霊界から預かった雪菜救出任務のビデオを幽助に渡し、自身は別行動で雪菜救出に赴き、幽助たちよりも早く救出に成功するが自らが兄だとは名乗らなかった。また助け出す際に彼女を監禁・虐待していた垂金を原作では一発殴っているがアニメでは殴る前に飛影を仲間に勧誘しようとしたことでより怒りを感じ、何発も殴り続け、トドメも刺そうとしたが雪菜に止められている。
暗黒武術会では邪王炎殺拳の使い手になっており、戦闘した試合では全戦無敗の活躍で浦飯チームの優勝に大きく貢献。なお大会での優勝時の望みは「この大会に二度と呼ばれないために大会の黒幕全員の抹殺」であることを戸愚呂チームとの決勝戦で明かすがその時すでに戸愚呂の手で左京以外の運営委員は全て抹殺されており、優勝前から望みは叶っていた。アニメ版ではそのことで戸愚呂が「どうやらあいつの願いを大サービスで叶えてしまった」と呟いている。武術会終了直後のクラスはB級の中位。
魔界の扉編では幽助が城戸たちに捕らわれ「桑原と蔵馬と飛影が四次元屋敷に来なければ幽助の命は保障できない」という内容が記された手紙を桑原たちから見せられるが、幽助の不甲斐なさに苛立って同行を拒む。しかし蔵馬から能力者の噂を聞かされ最終的にはぼたんから「同行したら霊界の監視下から解放する」ことを条件に出されたことで同行することにする。四次元屋敷での一件を終えた後、「魔界に帰るから、幽助たちに手は貸さないが邪魔もしない」と告げて幽助らと袂を分かつ。
刃霧に苦戦している幽助を助け出した後、冷静さを失っている幽助に喝を入れるために襲い掛かる。戦闘後、幽助から「欲しがっている黒の章と引き換えに桑原を助け出すまでで良いから手を貸してほしい」と取り引きを持ちかけられた事と品のない下級妖怪に喧嘩を売られたことにうんざりしたことから幽助に手を貸す。仙水との戦いで戦死した幽助の死に対する感情の高まりから妖力がB級から本来のA級にアップし、魔界で仙水と一時死闘を演じた。復活した幽助と仙水との戦いの最中、黒龍波の使いすぎにより眠ってしまい、目を覚ましたときには人間界に戻されていた。約束どおり黒の章を貰ったがアニメ版では蔵馬との会話で人間界に戻されたのはコエンマの案であることが語られ、「黒の章を魔界に戻るための取り引きに使っては？」という蔵馬の案に対し黒の章を「くだらんもの」と斬って壊した。
魔界編では軀に戦力増強目的でスカウトされ、魔界に帰る。その際予想外にも雪菜から彼女が持つ母の形見の氷泪石を託される。母の形見の氷泪石を見つけるという目的のもと生き抜いてきたが、自分が失くした石ではないと知りつつ生きる意味を失った虚無感に陥る。戦うことだけが頭に残りいかに死ぬかを考え始め、軀の要塞における時雨との決闘で相打ちして死ぬ道を選ぶ。
決闘の後、軀の計らいにより蘇生。彼女から自分の氷泪石を褒美として返還される。蘇生の最中に軀が飛影の人生の記憶に触れ、引き換えに彼女の真の姿と彼女の人生の記憶を見せられた。その後実力を伸ばし、魔界統一トーナメント時はS級妖怪に成長。軀軍においてNo.2の実力を得る。
アニメ版ではトーナメントで軀と対戦。互いに歩んできた過去の憎しみを語り合うかのように戦う中、軀から「お前が抱いているのは故郷（氷河の国）に対する激しい憧れだ」と指摘される。自身もまた軀を憎しみから解放するため炎殺黒龍波を放つ。炎殺黒龍波は破られ、敗退するが軀を憎しみの呪縛から解放するきっかけとなった。この戦いの様子はアニメのオリジナルであり、飛影と軀の関係を消化させると同時に飛影が軀の過去を救ってあげるニュアンスを織り込んで作られたとのこと。
また、トーナメント終了後に雪菜の兄探しを終わらせてやるべく人間界に戻る蔵馬に雪菜の氷泪石を渡して兄は死んでいたことを告げて返すよう頼むが蔵馬は「何年かかっても自分で返すべき」と氷泪石を返し、「融通の利かんやつだ」と愚痴りながらも再び預かっている。
トーナメント後は大会敗者として軀の下で魔界パトロールを行い、魔界に迷い込んだ人間を送り返す仕事をしている。本人はこの仕事にうんざりしており、「審判の門」が聖神党によって占拠された際は潜入を試みる幽助に強引にチーム編入され、拗ね気味に「次は絶対優勝してやる」と決意した。

## 軀との関係
当初は飛影の才覚を認めた軀がスカウトしたのが出会いであり、飛影も鍛錬の場を目的として手を組んだが次第に互いの価値を真剣に認めるようになり、魔界編からは国王とその片腕として2人で行動することが多くなっている。コミックス18巻では幽助の提案に乗った軀に関して、「気に入ったぜ」と発言している。アニメオリジナルとなった飛影VS軀との試合後に軀が言った「俺を倒すのが生きがいになったなんて言わないでくれ。それは悲しすぎる」に対して「お前とはもう戦わない」と発言している。さらに「すべてを終わらせるのは早すぎる。俺もお前も…」と軀に告げた後、そのまま2人で抱き合っている。アニメ最終回でも転寝をしている軀の部屋に堂々と入り、原作でも自由に出入りしている。
act.172「SPECIAL DAY」では軀が年に一度、鬱になってしまう原因(痴皇からの虐待による心の傷)を皮肉ったため、軀の部屋から百足の外へと殴り飛ばされている。その後人間界にいる蔵馬のところへ魔界の花、ヒトモドキの調達に向かっている。その際蔵馬から「その傷躯に…？痴話ゲンカですか？」と聞かれ、「殺すぞ」と返事をしている。怪我とヒトモドキを調達してもらいたい理由を聞かれ、「つまらんことだ」と答えながらも傷の手当てをしてもらい、トレーナーの着替えももらって痴皇のもとへと乗り込んでいる。痴皇を前に「とびきりの女を紹介してやるぜ」と告げ、ヒトモドキに寄生させた後に植木鉢状態にした痴皇を躯の部屋まで届ける。軀の前で彼女にかけられた痴皇の復讐防止の催眠術を解除する。そして脳を破壊しない限り半永久的に生き続ける植物にした痴皇を「ハッピーバースディ」という言葉とともに軀にプレゼントしている。原作では性的虐待のトラウマで苦しむ軀を飛影が解放するという形で消化しているが、アニメ版では玩具奴隷として放送するのが不適切だということで囚われの身に変更している。そのため「SPECIAL DAY」のエピソードに代えて魔界統一トーナメントの試合で飛影が軀の過去を救うという形になっている。

## 能力
魔界の黒炎をあやつる邪王炎殺拳と剣技の使い手。動きがとても素早く、その格闘センスは蔵馬も一目置いている。邪眼の手術後の影響で落ちた妖力をカバーすべく魔界整体師の時雨から邪眼の手術後に護身用として指導を受け、その後我流で技を磨いた。簡潔にスパッと敵を倒すことが彼の戦法。後のことを考えないため、一時的に右手が使い物にならないことがあった。また既に黒龍波を打ったにもかかわらず気合のみで起き続け、再び黒龍波を打った時は蔵馬は半ば呆れていた。
前述の氷河の国と氷泪石を探し出すため、遠くにあるものでもすべてを見通すことができる「邪眼」を魔界整体師時雨の手術により身に付ける。能力の一つである千里眼によって故郷である氷河の国を探し当てた。本気を出すと全身の色が緑になり全身から無数の目を開く（※額以外の目は邪眼そのものではなく邪眼の力の増幅装置的な物）。原作で使用したのは最初に幽助と対決した時の一度きり。劇場版2作目『冥界死闘篇 炎の絆』ではこの状態で黒龍波を3体同時に撃った。この時の姿に関して富樫は「初めっから飛影を仲間にするつもりで考えてたらあんなたくさん目玉つけてないですよ。どう見てもあれって地雷じゃないですか?」と語っている。

### 邪王炎殺拳
邪王炎殺黒龍波（じゃおうえんさつこくりゅうは）
妖気を餌に魔界の獄炎の化身である黒龍を召喚し放つ邪王炎殺拳最大の奥義。暗黒武術会編では「炎殺黒龍波」名義だったが仙水編以降から他の邪王炎殺拳の技同様に頭に邪王が付き、「邪王炎殺黒龍波」となった。暗黒武術会の決勝戦で使用した際には近くにいる観客の妖怪たちを妖気だけで蒸発させ、会場のリングや外壁を粉々に破壊した。小兎曰く「その光景はまるで阿鼻叫喚の地獄絵巻」。
黒龍を魔界から人間界に召還するためには莫大な妖気を放出し続けなければならず、飛影の力と才能をもってしてもこの技を極めるのは容易ではなかった。是流戦で初めて使用した際には妖気がベストの状態であっても足りず、右腕を黒龍に食われかけて火傷を負い、しばらくの間使い物にならなくなった。
黒龍を敵に対して放つことが多いが本来は黒龍を召喚して自身に取り込むことで術師の能力を爆発的に高める技である。暗黒武術会決勝開始直前に黒龍波を極めたことにより自らに放ち取り込み妖気を飛躍的に上昇できた。これにより武威を撃破している。だが極めた副作用として使用後は消耗した妖力・体力を回復するための深い眠り（約6時間）に入らなければならない。映画2作目『冥界死闘篇 炎の絆』では邪眼を使って威力を高めた黒龍波を撃ったことで眠っている。
『幽☆遊☆白書100%本気バトル』では武威戦で黒龍波吸収状態で繰り出すものは「黒龍纏掌撃」と名付けられている。
邪王炎殺煉獄焦（じゃおうえんさつれんごくしょう）
魔界の炎を拳に集めて殴打する技であり、幽助の霊光弾に似ている。人間界の炎でも流用可能だが威力は魔界の炎を使うより劣る。黒桃太郎戦で初使用。
邪王炎殺剣（じゃおうえんさつけん）
妖気と炎を組み合わせた剣。桑原の霊剣に似ているが威力は桁違い（桑原自身もそのことを認めている）である。桑原の霊剣に似ているということから飛影本人は「かなりイメージが悪い」として嫌っている。媒体の剣の先端部が損傷していても使用可能。劇中での初使用は黒桃太郎戦であり、剣にも炎殺拳にも耐性を得た黒桃太郎を倒した。仙水戦でも使用するが気鋼闘衣の前では無力だった。アニメでの仙水戦では剣を媒体にせずに使用した。